# Kimberly Derrick
Kimberly Derrick (ur. 28 kwietnia 1985 w Blytheville, Arkansas, Stany Zjednoczone) – amerykańska łyżwiarka szybka, startująca w short tracku. Brązowa medalistka olimpijska z Vancouver.
Startowała na Igrzyskach w Turynie. W sztafecie na 3000 metrów, razem z Allison Baver, Marią Garcia, Caroline Hallisey i Hyo-Jung Kim, zajęła 4. miejsce. W biegu na 1000 metrów została zdyskwalifikowana i zajęła 23. miejsce.
Startowała na Igrzyskach w Vancouver. W sztafecie na 3000 metrów, razem z Allison Baver, Alyson Dudek, Laną Gehring i Katherine Reutter, zdobyła brązowy medal. W biegu na 1000 metrów zajęła 20. miejsce.  W biegu na 1500 metrów zajęła 21. miejsce.